# Bad Colberg-Heldburg
Bad Colberg-Heldburg var en stad i Landkreis Hildburghausen i förbundslandet Thüringen i Tyskland fram till den 1 januari 2019 när den uppgick i den nybildade staden Heldburg. Bad Colberg-Heldburg hade 2 045 invånare 2018.

## Bilder
|  |
|  |

|  |
|  |